# Chaîne votes
La chaîne votes était une chaîne pour la Wii qui permettait aux utilisateurs de voter dans des sondages d'opinion et de comparer leurs opinions avec celles de leurs amis, de leur famille et des utilisateurs du monde entier.
La chaîne a été lancée le 13 février 2007, disponible en téléchargement sur la chaîne boutique Wii. Le service a été interrompu le 28 juin 2013 en raison de la fermeture du WiiConnect24.

## Fonctionnalité
La chaîne votes comprenait des sondages d'opinion générale auxquels les utilisateurs pouvaient répondre en choisissant l'une des deux options proposées. Trois sondages nationaux étaient proposés, ainsi qu'un ou plusieurs sondages mondiaux. Au bout d'un certain temps, un sondage était fermé et remplacé par un autre. De nouveaux sondages nationaux seraient publiés tous les mardis, jeudis et samedis. Les sondages mondiaux étaient publiés deux fois par mois, mais pour le lancement de la chaîne, deux sondages ont été publiés l'un après l'autre.
En accédant à la page principale de la chaîne votes, les utilisateurs étaient accueillis par les sondages en cours et avaient la possibilité de voter avec un Mii enregistré. Les utilisateurs pouvaient enregistrer un total de six utilisateurs différents dans une console Wii en y ajoutant leurs personnages Mii. La chaîne enregistrerait tous les votes d'un utilisateur et permettrait de comparer ses propres opinions avec celles de sa famille.
Dans les heures qui suivent la clôture d'un sondage, les résultats de celui-ci peuvent être consultés. Les ratios de votes pour chaque question étaient affichés sur la chaîne en utilisant des Mii pour représenter les différents votes. Un diagramme circulaire était utilisé avec les personnages Mii pour montrer la répartition des votes. En outre, pour les sondages nationaux, une répartition géographique était affichée pour indiquer les options les plus populaires dans les différentes régions ; par exemple, en France, il s'agissait des différentes régions.
Les douze sondages précédents pour lesquels un utilisateur a voté ont été archivés afin de permettre à l'utilisateur de les consulter après la clôture des sondages.

## Réception
Mark Bozon, d'IGN, a déclaré : "en tant que petit divertissement, la chaîne est un ajout décent à la console Wii". Selon les développeurs de la chaîne, le premier sondage mondial a reçu 500 000 votes en deux jours. Le premier sondage national au Japon en a reçu environ 100 000.

## Interruption
Depuis le 28 juin 2013, le service n'est plus accessible à la suite de l'interruption du WiiConnect24. Une recréation non officielle du service a été publiée par l'équipe RiiConnect24.